# Марек Михалак
Марек Генрік Михалак (нар. 27 липня 1971, Свідниця, Польща) — польський педагог та громадський діяч, доктор соціальних наук, канцлер Міжнародної Капітули Ордену Усмішки, голова Міжнародної Асоціації ім. Януша Корчака, Омбудсмен з Прав Дітей Польщі у 2008 - 2018 роках.

## Життєпис
Освіта вища педагогічна — випускник Академії спеціальної освіти Марії Гжегожевської у Варшаві у Варшаві, де здобув професійне звання магістра реабілітаційної педагогіки, випускника аспірантури у галузі соціальної терапії та організації соціальної допомоги. Пройшов тренінги для активістів громадських організацій (в університеті Гопкінса в Балтиморі). У 2019 році захистив докторську дисертацію Орден Усмішки як соціокультурний феномен світу дітей та дорослих, здобувши докторську ступінь соціальних наук з дисципліни педагогіка.

## Громадська діяльність
З 1987 — голова Гуртка Друзів Хворих Дітей «Серце» у Свидниці, а в 1990—2008 роках виконував функції голови правління Асоціації Друзів Хворих Дітей «СЕРЦЕ». У 1993 році заснував дитячу громадську організацію «Серденьки», яка діє при громадській організації «Серце» — Європейському центрі дружби дітей у Свидниці та Шарові. М.Михалак є автором пісень для дітей та юнацтва, у тому числі «Орден від дітей», «Камінний світ», «Столиця мрій», «Нагорода СЕРЦЯ», «Добре жити», на які польське телебачення випустило музичні кліпи.
Він був співзасновником Центру Дружби Дітей, формуючи програми допомоги дітям та сім'ям. У 2003 році увійшов у склад Ради Неурядових Організацій при Уповноваженому з Прав Дітей Польщі. Він був віце-канцлером Міжнародної Капітули Ордену Усмішки, а в 2007 році став канцлером (президентом правління), замінивши на цій посаді Сезарія Леженського.
У 2011 році його призначили членом Комітету з питань людського розвитку Польської Академії Наук. У 2018 році в Сіетлі його обрали президентом Міжнародної Асоціації Януша Корчака. У 2019 році його призначили до першої університетської ради Академії Спеціальної Освіти. Марії Гжегожевської у Варшаві. У 2019 році увійшов у склад Громадської Ради Варшави при Омбудсмені прав громадян.

## Омбудсмен з Прав Дітей
23 липня 2008 року члени Сейму Польщі призначили М.Михалака Омбудсменом з Прав Дітей Польщі. Після того, як польський Сенат схвалив обрання, 25 липня 2008 року він склав присягу перед Сеймом, розпочавши свій п'ятирічний термін.
2011—2012 роках обраний головою Європейської Мережі Омбудсменів з Прав Дітей дітей ENOC, офіс якого базується в Страсбурзі; в 2010–11 та 2012—2013 рр. він був віце-президентом ENOC.
12 липня 2013 року був переобраний на другий термін Омбудсмена з Прав Дітей Польщі. Після того, як Сенат підтвердив переобрання 9 серпня 2013 року, 27 серпня 2013 року, він склав присягу перед Сеймом, розпочавши свій наступний п'ятирічний термін.
Під час своєї каденції створив Кодифікаційну комісію з питань сімейного права. Він також був ініціатором запуску безкоштовної загальнонаціональної телефонної лінії допомоги дітям. Розробляв і запроваджував законодавчі норми щодо захисту дітей від насильства та сексуального насильства, а також міжнародні угоди про права інвалідів і захист дітей. Він також був ініціатором створення, а потім координатором Року Януша Корчака у Польщі (2012) та Року Ірени Сендлерової у Польщі (2018).
Він закінчив свою каденцію 14 грудня 2018 року.

## Приватне життя
Одружений з Адріаною Михалак, маю доньку Юлію і сина Мілоша.

## Нагороди та відзнаки

### Нагороди
- Медаль міської ради Жарув "Золотий дуб" (2001)[7]
- Срібний Хрест Заслуги — 2003[8]
- Орден Усмішки — 1994[9]
- Бронзова Медаль за Заслуги перед Поліцією — 2015[10]
- Медаль Gloria Pediatrica Польського Педіатричного Товариства — 2015[11]
- Хрест Командира із Зіркою Ордена Святого Станіслава (приватний, нагороджений Великим Національним Главою Ордена Святого Станіслава в Польщі) — 2016[12]
- Почесна медаль міста Глогов — 2017[13]
- Знак Пошани «За Заслуги у Захисті Прав Людини» — 2018[14]

### Відзнаки
Титул Свидничанин года — 1995, нагороджений «Звичайні-Незвичайні» від TVP (1997), нагорода Polcul Foundation в Австралії (2000), Оскар Польської Педіатрії (2011 та 2013), титул Приятель Школи (2012), іншими призами та нагородами, які надаються неурядовими організаціями та місцевими органами влади.
Звання "Почесного Амбасадора Дітей, хворих на рак мозку" (2008). Звання почесного мешканця міста Глухолази . Почесне членство Польського Товариства Дитячої Стоматології (2018). Звання почесного мешканця міста Свідниця" за заслуги перед містом.

## Публікації
- Права дітей. Документи ООН / Prawa dziecka. Dokumenty Organizacji Narodów Zjednoczonych (zbiór i oprac. wspólnie z Pawłem Jarosem), Biuro Rzecznika Praw Dziecka, Warszawa 2015, ISBN 978-83-89658-08-1[22]
- Побиття дітей … Час закінчити! / Bicie dzieci… Czas z tym skończyć! Kontestacja kar cielesnych we współczesnym świecie (współautor z Ewą Jarosz), Biuro Rzecznika Praw Dziecka, Warszawa 2018, ISBN 978-83-89658-33-3[23]
- Права дітей. Документи Європейського Союзу / Prawa dziecka. Dokumenty Unii Europejskiej, tomy I—II (zbiór i oprac. wspólnie z Pawłem Jarosem), Biuro Rzecznika Praw Dziecka, Warszawa 2018, ISBN 978-83-89658-59-3[24]
- Права дітей вчора, сьогодні, завтра — перспектива корчаківська / Prawa dziecka wczoraj, dziś i jutro — perspektywa korczakowska. The Rights of the Child Yesterday, Today and Tomorrow — the Korczak Perspective, tomy I—III, (red.), Biuro Rzecznika Praw Dziecka, Warszawa 2018, ISBN 978-83-89658-87-6[25]
- Стандарти охорони прав дітей / Standardy ochrony praw dziecka (red.), Biuro Rzecznika Praw Dziecka, Warszawa 2018, ISBN 978-83-89658-82-1[26]
- The Rights of the Child and the Order of the Smile. Korczak’s Influence in Today’s World, w: Nurture, Care, Respect, and Trust. Transformative Pedagogy Inspired by Janusz Korczak, Myers Education Press, Nowy Jork 2020, ISBN 978-1-9755-0131-0
- Про необхідність нового Сімейного кодексу та його аксіологічних основ. До 30-річчя Конвенції про права дитини / O potrzebie nowego Kodeksu Rodzinnego i jego podstawach aksjologicznych. W 30. rocznicę uchwalenia Konwencji o prawach dziecka (red. nauk. wspólnie ze Stanisławem Leszkiem Stadniczeńką), Wydawnictwo Adam Marszałek, Toruń 2019, ISBN 978-83-8180-245-1.
- Орден Усмішки - спільний світ дітей та дорослих/ Order Uśmiechu – wspólny świat dzieci i dorosłych, Międzynarodowa Kapituła Orderu Uśmiechu, Warszawa 2020, ISBN 978-83-956886-1-4.